# Ghods Mohajer
Mohajer (en persa: مهاجر‎, "Migrante") es un vehículo aéreo no tripulado construido por la empresa iraní Qods Aeronautics Industries, siendo operado por Irán y otros gobiernos. El Mohajer se utiliza principalmente para espiar instalaciones militares y posiciones enemigas, también es capaz de guiar armamento guiado por láser hasta sus objetivos.

## Desarrollo
El mohajer fue desarrollado por primera vez en durante la guerra Irán-Irak. Los estudios iniciaron entre 1984-1985 en las universidades iraníes y del CGRI ya que Irán necesitaba equipo de vigilancia moderno para recopilar información sobre los movimientos iraquíes. 4 prototipos fueron construidos en 1985 y se puso inicialmente en servicio para monitorear las líneas enemigas en Shalamche. Este avión no tripulado, que más tarde fue nombrado Mohajer 1 fue el primer paso de Irán para la fabricación de vehículos aéreos no tripulados. Mohajer siguió fotografiando las líneas iraquíes hasta el final de la guerra realizando 619 vuelos. Incluso hay informes que indican que Mohajer uno estaba armado con 6 cohetes RPG-7 para atacar las posiciones enemigas. Por lo que es uno de los primeros aviones no tripulados armados de la historia. A raíz de la utilización con éxito del mohajer, Irán se interesó en una versión con mayor alcance para vigilar a distancia lugares inaccesibles. La versión que más tarde fue nombrado Mohajer 2 también tenía un sistema de piloto automático para ayudarlo en sus misiones en lugares alejados del alcance de las ondas de radio del centro de mando. Su fuselaje fue construido totalmente con materiales compuestos. Más de 200 Mohajer 2 se construyen a partir de 2011. Mohajer 3 (también llamada Hodhod) fue desarrollado para aumentar aún más la distancia y resistencia de vuelo, rediseñándose el fuselaje para lograr este objetivo. Mohajer 4 fue posteriormente diseñado para ser usado tanto por el Ejército iraní como por la Guardia Revolucionaria. El fuselaje fue nuevamente rediseñado y se instalaron cámaras fotográficas de mayor resolución. La distancia y la resistencia se incrementaron mucho más.

## Uso operacional
Durante la guerra civil de Afganistán en la década de 1990, el gobierno iraní utilizó los aviones no tripulados "Ghods Mohajer" para recabar información sobre el conflicto. El 7 de noviembre de 2004, la organización islamista Hezbolá, voló un "Ghods Mohajer-4" en el norte de Israel durante unos 5 minutos. El UAV entró en el espacio aéreo israelí a una velocidad mayor a 100 nudos y una altitud de unos 1.000 metros, voló brevemente en la ciudad costera de Nahariya, y cayó en el mar. Irán ha vendido ocho "Ghods Mohajer-4" a Hezbolá, de acuerdo con información proporcionada de forma anónima por un oficial de la Guardia Revolucionaria iraní con sede en Londres, citado por el diario árabe Asharq al-Awsat.

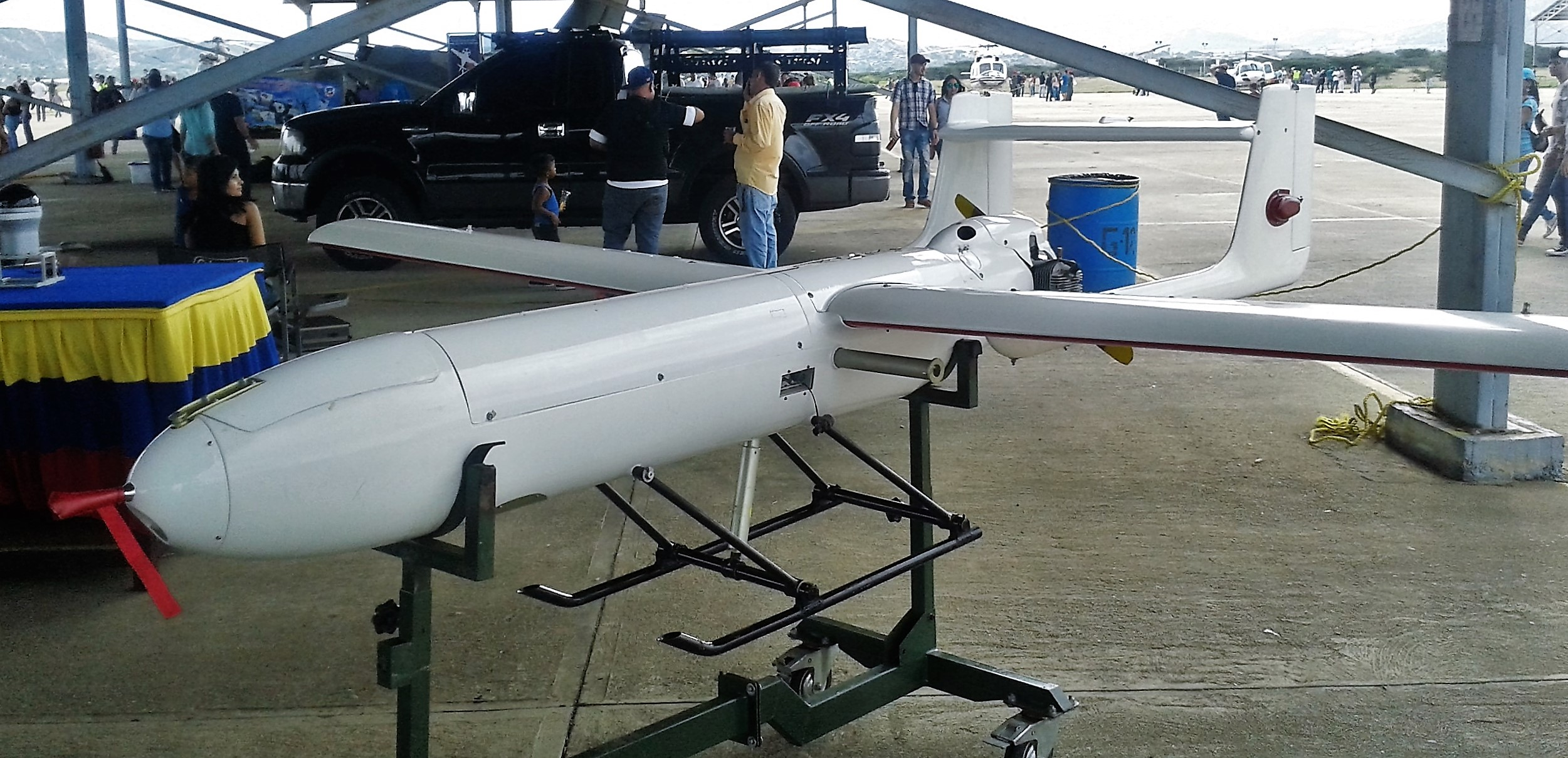
Mohajer2/CAVIM - Sant Arpia

 En 2010, imágenes de satélite captadas por el gobierno de Estados Unidos revelaron una instalación en territorio Venezolano que presuntamente es utilizada para la fabricación de aviones no tripulados iraníes. Más tarde, Venezuela dio a conocer un avión no tripulado llamado SANT Arpía que es idéntico al "Ghods Mohajer-2", excepto que utiliza patines para proteger la cámara durante la recuperación por paracaídas. Esta característica se ha visto sólo en "Ghods Mohajer-4". Según algunas fuentes, Venezuela firmó un contrato de $ 28 millones de dólares para la fabricación del "Ghods Mohajer-2", a pesar de las sanciones que prohibían a Irán exportar armas.

## Variantes
- "Ghods Mohajer-1": es la variante inicial que se desarrolló durante la guerra Irán-Irak.
- "Ghods Mohajer-2": Se mejoró el alcance de vuelo, además de los sistemas de piloto automático. Tenía una autonomía de 1,5 horas y el rango de 50 km.
- "Ghods Mohajer-3": Su principal característica es un cuerpo con forma de caja, que es diferente a la forma cilíndrica del fuselaje de los mohajer 1 y 2. Se mejoró su alcance a 100 km y la autonomía de vuelo de 2 a 3 horas.
- "Ghods Mohajer-4": Nuevamente fue rediseñado el fuselaje, las puntas de las alas fueron rediseñadas hacia arriba para reducir la resistencia del viento. Su radio de acción se incrementó a 150 km, la altitud a 15.000 pies y la autonomía de vuelo a 7 horas. El peso del avión no tripulado es casi el doble de las versiones anteriores. Hay dos sub-versiones con diferencias desconocidas llamadas "Hodhod A/100" y "Shahin".[4][7]

## Usuarios
- Fuerza aérea de Irán
- Aviación Nacional de Venezuela
- Fuerza aérea Siria
- Hezbolá